# Теодора Порфирогенита
Теодора (* ок. 946) е византийска императрица, втора съпруга на император Йоан Цимисхи.

## Биография
Теодора е дъщеря на византийския император Константин VII Багренородни и Елена Лакапина. Сестра е на император Роман II.
В хрониките на продължителя на Теофан и Скилица се съобщава подробно за съдбата на Теодора след смъртта на баща ѝ през ноември 959 г. След като на византийския престол се възкачва брат ѝ Роман II, неговата съпруга Теофано го убеждава да замонаши и петте си сестри. Така Теодора и сестрите ѝ Зоя, Агата, Теофана и Анна са изпратени насила в манастира Каниклион, а малко по-късно в Антиохийския манастир. По-късно Агата е заточена в манастира Мирелеон.
Докато Теодора прекарва дните си в манастира, в Константинопол настъпват важни политически промени. Роман II умира на 15 март 963 година, а от името на малолетните му синове Василий II и Константин VIII започва да управлява майка им Теофано, която по-късно се омъжва за византийския военачалник Никифор Фока. Никифор поема властта като съвладетел на доведените си синове, но императрицата и любовникът ѝ Йоан Цимиски организират убийството му в нощта срещу 11 декември 969 г. Така на престола през 969 г. се възкачва император Йоан Цимисхи, който заточва императрица Теофано на Принцовите острови. За да закрепи властта си и да спечели подкрепата на византийското общество, Йоан Цимисхи търси сродяване с легитимната императорска династия. Предишният му брак с Мария Склирина – сестрата на военачалника Варда Склир, спечелва на Цимиски влиятелен сред войската съюзник, но сега узурпаторът търси начин да спечели подкрепата на цялата империя. Решение на проблема той вижда в лицето на Теодора.
Теодора е изведена от манастира и е венчана за Йоан Цимиски през ноември 970 г. Предполага се, че от брака между Теодора и Йоан се ражда една дъщеря Теофана.
Йоан Цимиски умира през 976 г., но в изворите няма достатъчно сведения дали Теодора е била жива по това време.